# Montigny Communal Cemetery
Montigny Communal Cemetery is een begraafplaats gelegen in de Franse plaats Montigny (Somme). De militaire graven worden onderhouden door de Commonwealth War Graves Commission.
De begraafplaats telt 53 geïdentificeerde Gemenebest graven uit de Eerste Wereldoorlog.